# La Pobla de Claramunt
La Pobla de Claramunt (spanisch Puebla de Claramunt) ist eine katalanische Gemeinde (Municipio) mit 2.353 Einwohnern (Stand: 2024) in der Provinz Barcelona im Nordosten Spaniens. Sie liegt in der Comarca Anoia. Zur Gemeinde gehören neben dem Hauptort unter anderem die Ortschaften Els Vivencs, Barri de l'Estació, Les Garrigues, Els Masets, La Rata, El Xaró sowie die Wüstungen Les Cases Noves und Les Figueres.

## Lage
La Pobla de Claramunt liegt etwa 60 Kilometer nordwestlich von Barcelona in einer Höhe von ca. 245 m.

## Bevölkerungsentwicklung
| Jahr      | 1970 | 1981 | 1991 | 2001 | 2011 | 2021 |
| Einwohner | 1518 | 1683 | 1635 | 1712 | 2269 | 2207 |

## Sehenswürdigkeiten
- Alte Burg von La Pobla de Claramunt
- Marienkirche in La Pobla de Claramunt
- Margaritakapelle

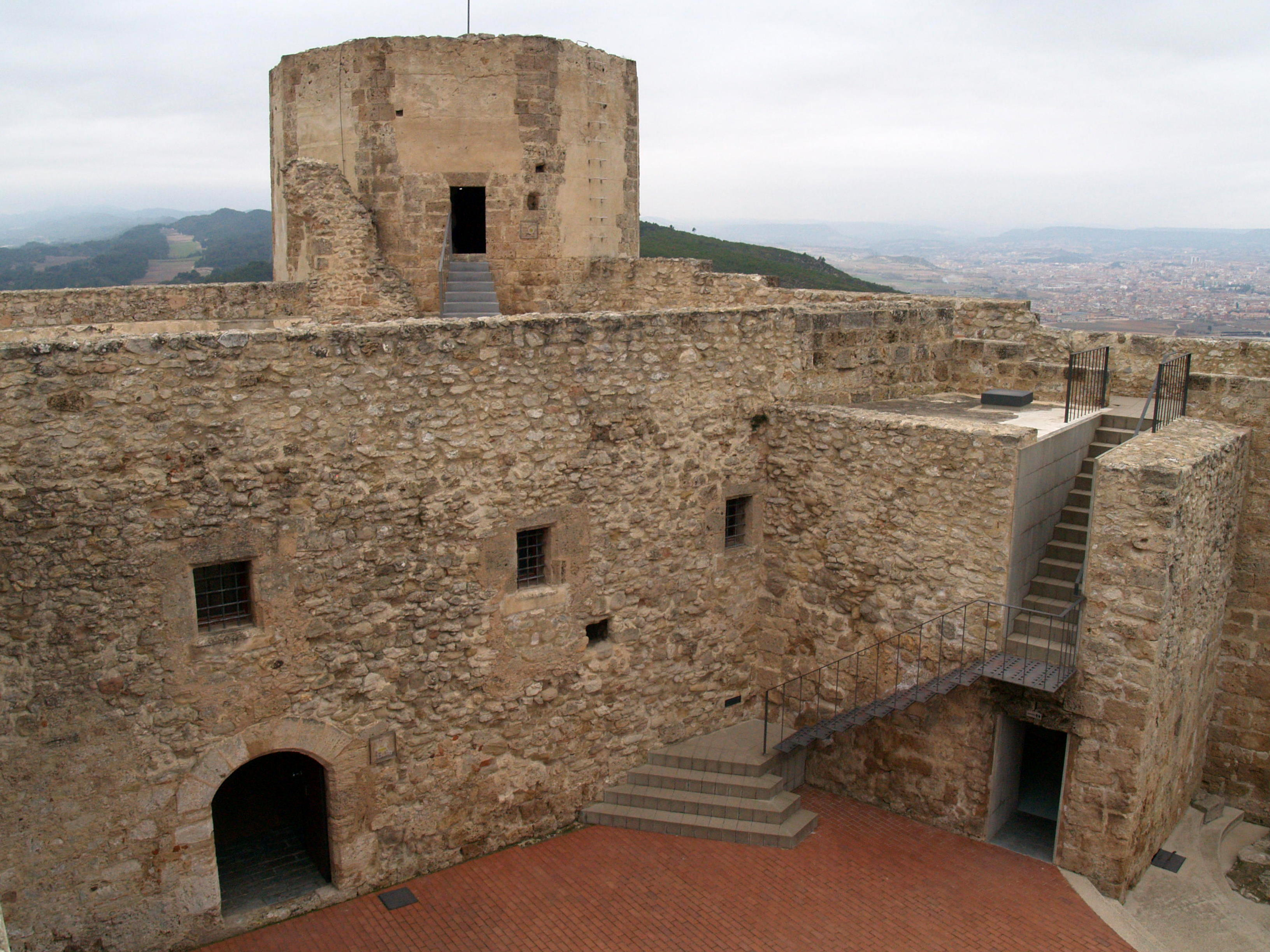
Burg von La Pobla de Claramunt
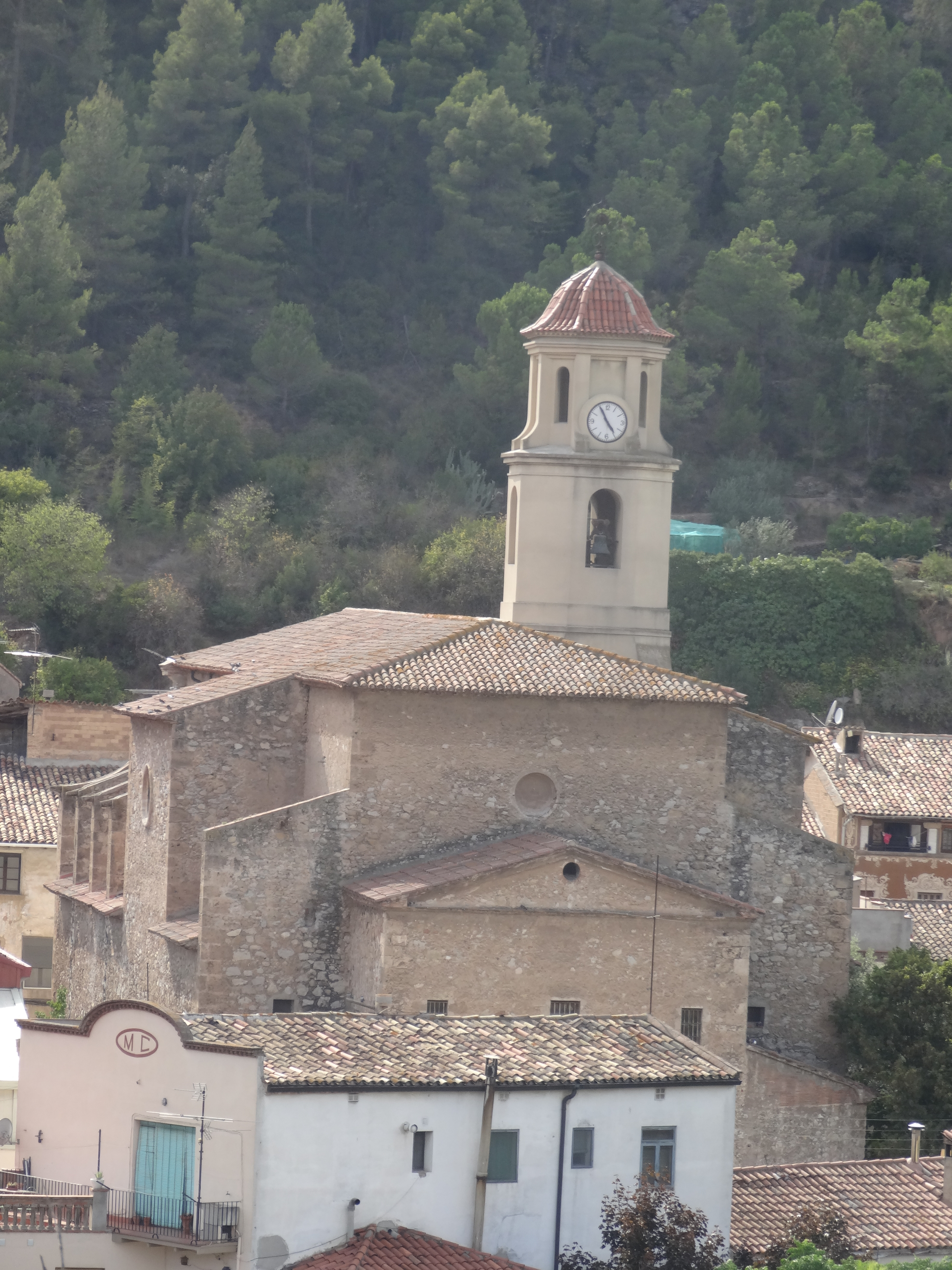
Marienkirche